# Ralf-Gudo Kuschy

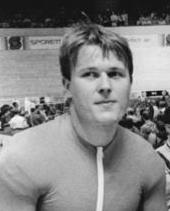
Ralf-Gudo Kuschy, 1987 in Berlin

Ralf-Gudo Kuschy (* 10. Mai 1958; † 1. Januar 2008 in Berlin) war ein deutscher Radrennfahrer. Er holte zwei Bronzemedaillen bei UCI-Bahn-Radweltmeisterschaften im Bahnsprint.

## Laufbahn
Kuschy (auch Ralf-Guido Kuschy) trat in den 1970er und 1980er Jahren für den TSC Berlin an. Zum Radsport kam er, da er in unmittelbarer Nachbarschaft von Siegfried Köhler wohnte, der ihn mehrfach zu Radrennen mitnahm und ihn ermunterte, Mitglied in einem Radsportverein zu werden. Seinen ersten Sieg errang er vier Jahre nach Trainingsbeginn bei einem Bahnrennen in Berlin. DDR-Meister im Sprint wurde er 1975 in der Klasse Jugend A. Einen Titel im Sprint gewann er auch bei den Rennen der Kinder- und Jugendspartakiade 1975. Bei den DDR-Bahnradsport-Meisterschaften konnte er zweimal die Vizemeisterschaft erringen, zudem wurde er viermal Dritter. 1985 und 1986 wurde er jeweils Dritter im Sprint bei Bahn-Radweltmeisterschaften hinter seinen Landsleuten Lutz Heßlich und Michael Hübner. 1979 gewann Kuschy den Großen Preis der ČSSR in Brno im Bahnsprint in zwei Finalläufen gegen Lutz Heßlich. Den Grand Prix Aeroflot konnte er 1980 gewinnen.

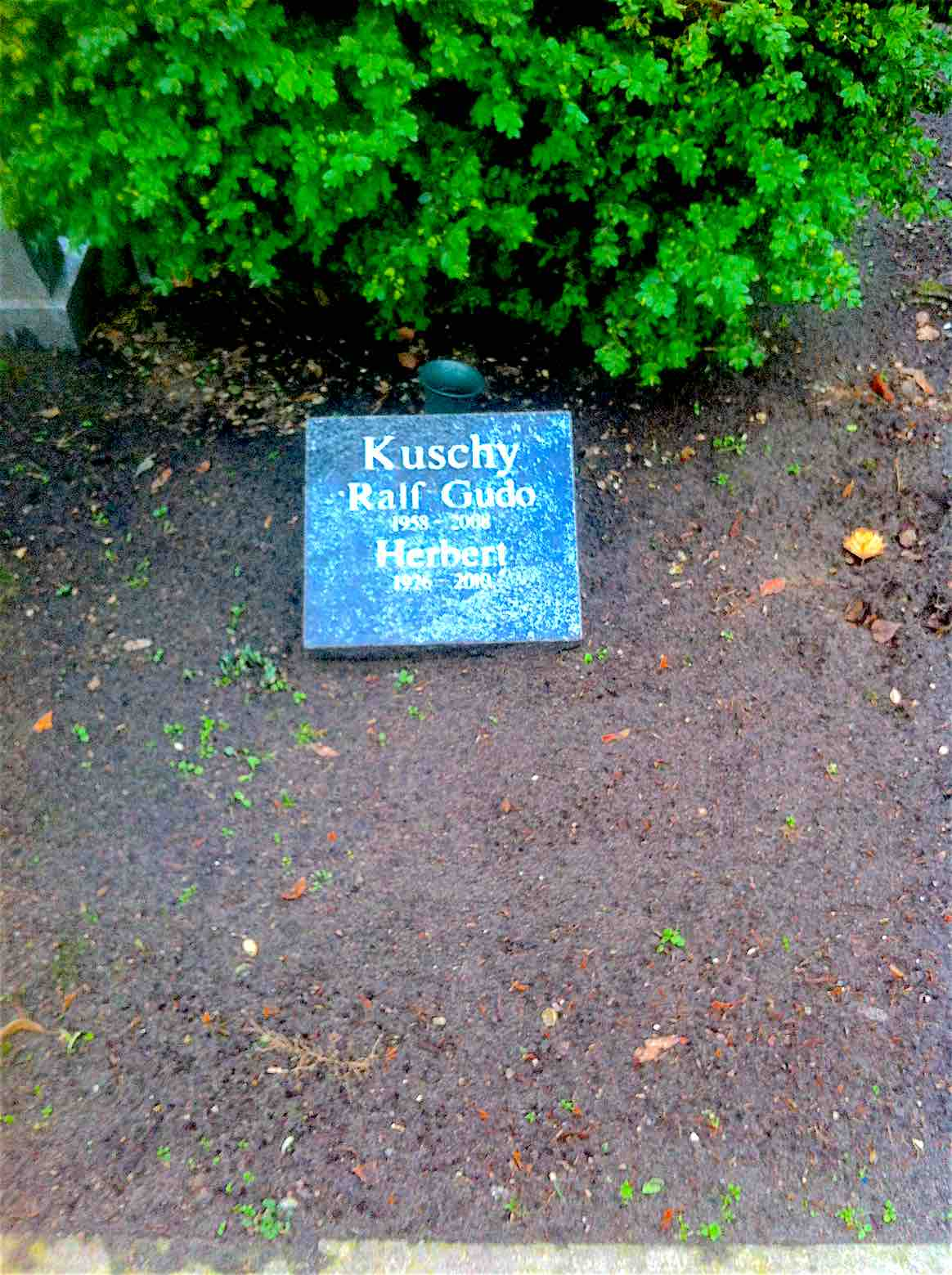
Ruhestätte Kuschys auf dem Berliner Friedhof Georgen-Parochial II

Am 1. Januar 2008 wurde Kuschy in der Nähe seiner Wohnung in der Berliner Landsberger Allee angefahren, als er mit seinem Fahrrad unterwegs war. Er erlag später seinen Verletzungen. Er wurde 49 Jahre alt.

## Berufliches
Nach seinem Karriereende 1990 blieb er dem Radfahren treu und arbeitete als Fahrradverkäufer und Mechaniker.

## Ehrungen
1986 erhielt er den Vaterländischen Verdienstorden in Bronze.